# Мученици (документарни филм)
Мученици (енгл. Martyrs) је републичкосрпски дугометражни документарни филм режисера Дениса Цвитичанина, који говори о страдању Срба у логорима током периода 1991-1995. Филм је финансирала Влада Републике Српске. Продукцијске куће које су учествовале на изради филма су Радио телевизија Републике Српске и Бриџ продукција. Организације које су учествовале у изради филма су Српска православна црква, односно Епархија захумско-херцеговачка и приморска, Савез логораша Републике Српске, односно Удружења логораша регије Требиње, Савез општина Источне Херцеговине, затим Министарство финансија Републике Српске, Министарство унутрашњих послова Републике Српске, Министарство просвјете и културе Републике Српске, Радио телевизија Србије, и други.

## Радња
Филм се састоји од три дијела у коме преживјели логораши свједоче о својим судбинама. Први дио филма је посвећен свједочанствима Срба из логора Лора код Сплита, други дио о логору Дретељ код Чапљине, а трећи о логору Челебићи код Коњица.